# 南国交通空港自動車営業所
南国交通空港自動車営業所（なんごくこうつうくうこうじどうしゃえいぎょうしょ）は、鹿児島県霧島市溝辺町麓にあり、空港連絡バス「エアポートシャトル」、「霧島市ふれあいバス」(溝辺地区・横川地区)、姶良地域(霧島市・姶良市)を中心に一般路線などを担当する南国交通の営業所。

## 現行路線
鹿児島空港発着リムジンバス 「エアポートシャトル」については、エアポートシャトルを参照。霧島市ふれあいバス(溝辺地区・横川地区)については、霧島市ふれあいバスを参照。
主要路線
- 帖佐駅 - 高校前（蒲生） - 蒲生・楠田　※元JR九州バス加治木線代替バス
- 帖佐駅 - 北山 - 木場
- 鹿児島空港 - 論地 - 溝辺下十文字・横川駅前
- 鹿児島空港 - 陵南団地 - 加治木駅 - 国立病院前 - 帖佐駅 - イオンタウン姶良
- 鹿児島空港 - 陵南団地 - 加治木駅 - 加治木港
- 溝辺下十文字 - 下有川・加治木駅 - 加治木港・姶良ニュータウン・イオンタウン姶良
- 鹿児島空港 - 霧島温泉駅・丸尾 - 霧島いわさきホテル（※1）
- 鹿児島空港 - 論地岡 - 馬立 - 志学館大学 - 隼人駅（鹿児島空港方面のみ運行）
- 北原 - 鍋 - 陵南 - 馬立 - 朝日 - 日当山 - 隼人駅（隼人駅方面のみ運行）
- 空港営業所 - 陵南団地・朝日 - 隼人駅
- 牧園中学校 - 霧島温泉駅 - 万膳・横川駅前
- 霧島温泉駅 - 馬渡 - 横川駅前

※1…毎年8月の日曜日に運行されていたが、現在は運行休止中。　

## 鹿児島空港連絡バス 「エアポートシャトル」
鹿児島空港 - 鹿児島市内間
共同運行
- 鹿児島交通鹿児島営業所

運行ルート
1. 鹿児島空港 - 薩摩吉田IC - 吉野 - 金生町 - 天文館 - 鹿児島中央（南国BT） - 鴨池港
2. 鹿児島空港 - 鹿児島北IC - 伊敷 - 金生町 - 天文館 - 鹿児島中央（南国BT） - 鴨池港
3. 鹿児島空港 - 鹿児島IC - 鹿児島中央駅 - 天文館
4. 鹿児島空港 - 皇徳寺ニュータウン - 谷山電停前

## 車両
一般路線については管内のローカル線に狭隘区間が多々あることから中型車のいすゞジャーニーＫの前後扉車が主力として多数在籍していたが、同車の経年化による車両置き換えにより、現在は中型のいすゞエルガミオのほか、小型車の日野リエッセが多数在籍している。大型車は首都圏からの移籍車の日野ブルーリボン、三菱ふそう・エアロスター、いすゞエルガが在籍、特別塗装をまとって鹿児島空港のランプバスとして活躍している。

## 車庫
- 一般路線バスは姶良市木場に現地出退勤の車庫がある。かつては溝辺町有川(ふれあい温泉そば)、横川町野坂にも車庫があった。
- エアポートシャトルは鹿児島市鴨池(旧鹿児島営業所付近)に現地出退勤形式の車庫を設けている。ここは西鉄高速バス運行の桜島号と宮崎交通運行のはまゆう号の鹿児島側の待機場としても使われている。